# Pedagoška akademija v Sarajevu
Pedagoška akademija (izvirno bosansko  Pedagoška akademija u Sarajevu), s sedežem v Sarajevu, je akademija, ki je članica Univerze v Sarajevu.